# Richard Duschinsky
Richard Duschinsky (geboren 23. Juli 1897 in Wien, Österreich-Ungarn; gestorben 1990 in Los Angeles) war ein österreichischer Bühnenautor.

## Leben
Richard Duschinsky begann als Theaterschauspieler an der Wanderbühne des Österreichischen Volksbildungsamtes. Ab 1922 war er während der Direktion Rudolf Beer (1885–1938) viel beschäftigt am Wiener Raimundtheater sowie am Volkstheater (Wien). 1925 zog er nach Berlin und hatte dort verschiedene Engagements, unter anderem bei Erwin Piscator (1893–1966). 1928 hatte sein Stück November in Oesterreich im Berliner Renaissance-Theater die Uraufführung, am 1. Oktober 1929 ebendort das sozialkritische Stück Die Stempelbrüder. 1929 trat er in Max Reinhardts Inszenierung von Dantons Tod in der Rathaushofbühne in Wien auf. Duschinsky war in erster Ehe mit der Schauspielerin Lilli Lohrer verheiratet. Zu der Zeit als sein Stück Kaiser Franz Ende 1932 in Graz uraufgeführt und am 29. Januar 1933 von Max Reinhardt in Wien inszeniert wurde, hielt Duschinsky sich in Österreich auf, so dass er die Machtübergabe an die Nationalsozialisten in Deutschland von Österreich aus erlebte. Weil er die politische und die rassistische Verfolgung befürchten musste, blieb er in Österreich und versuchte dort und in der Tschechoslowakei Beschäftigungen zu finden, allerdings ohne großen ökonomischen Erfolg. Er war Regisseur und Schauspieler in Mährisch-Ostrau und musste 1938 im Zuge des „Anschlusses“ von Österreich vor den deutschen Nationalsozialisten nach London fliehen, wo er von Gelegenheitsarbeiten, wie der Sendefolge „Pacher und Pachulke“ beim deutschsprachigen Rundfunk der BBC, leben musste. „In dem wirtschaftlichen Elend ging auch seine zweite Ehe in die Brüche.“.
Nach Kriegsende blieb er in Großbritannien, sein Stück Kronprinz Rudolf fiel Ende 1948 am Wiener Volkstheater durch, da es nicht die Zeitstimmung traf. Eine recht freie Inszenierung von Gerhart Hauptmanns Drama Einsame Menschen am Londoner „Arts Theatre“ wurde 1958 vom Publikum gefeiert, vom deutschen Kritiker als „Phantasien des Übersetzers“ verrissen. Duschinsky versuchte in den 1960er Jahren in den USA Fuß zu fassen, 1970 hielt er sich für ein Jahr in München auf, ebenfalls ohne Erfolg. Sein dem österreichischen Sozialistenführer Victor Adler gewidmetes Stück Kaiser Franz wurde 1979 bei den Wiener Festwochen im Volkstheater von Karl Paryla mit Hans Jaray in der Titelrolle inszeniert, die Kritik war allerdings verhalten, Duschinskys Stück fand nicht einmal mehr Gegner unter den Theaterkritikern.
Duschinskys 1952 gestellter Antrag auf eine Wiedergutmachungsleistung wegen der 1933 erzwungenen Emigration aus Deutschland war 1958 vom Berliner Entschädigungsamt kleinkrämerisch abgewiesen worden. Duschinsky vollzog in seiner Verbitterung einen politischen Sinneswandel und schrieb in den 1980er Jahren ein Dokumentarspiel zur Ehrenrettung des 1934 ermordeten österreichischen Bundeskanzlers Engelbert Dollfuß. In der Tagespolitik mutierte er zum Anhänger der Vietnampolitik des US-amerikanischen Präsidenten Richard Nixon und stellte sich damit auch gegen seine Freundin Ruth Körner (1908–1995), die mit ihm seit 1925, in Distanz, verbunden war, aber nun mit ihm brach.

## Schriften
- Arme Menschen! : Ein Drama in 4 Aufzügen, Zürich : Amalthea-Verlag, 1918
- Mechthildis : Roman, Zürich : Amalthea-Verl., 1918
- Nach Golgatha : Ein Zyklus, Berlin : Frisch, 1920
- November in Oesterreich : Drama in 5 Aufz., Berlin : S. Fischer, 1928 Ms
- Tänzer im Fasching : Komödie in 4 Akten, Berlin : Atheneum, Bühnenvertriebs-Gesellschaft, 1928
- Die Stempelbrüder: eine Tragödie unter Arbeitslosen in 5 Akten, 1929
- Komparserie : ein Theaterstück in drei Akten, Berlin : S. Fischer, 1930 Ms
- Kaiser Franz Joseph I, von Österreich : Drama in 5 Akten, 1932
- Anny : Komödie in 3 Akten, 1932
- Makart : Ein Drama in 5 Akten, Berlin : S. Fischer Verl. 1933 Ms
- Das Leben lacht : Komödie in 4 Akten, Wien : Bartsch, 1935 Ms
- Das Künstlerpaar  : Lustsp. in 3 Akten, Wien : Weinberger 1937 Ms
- Die blaue Universität : Komödie in 7 Bildern, Wien : Weinberger 1937 Ms
- Gras wächst in Amerika : Komödie in drei Akten, München : Ahn & Simrock, ca. 1980
- Arbeitslos und ausgesteuert: Gedichte aus den Jahren 1923 bis 1933, Hrsg. , Verlag Faecher, 1984